# Sint-Jacobikerk (Lübeck)
De Sint-Jacobikerk (Duits: Kirche Sankt Jacobi) is een van de vijf lutherse hoofdkerken in de binnenstad van de hanzestad Lübeck.
De kerk werd in 1334 als kerk voor de zeevaarders en visser ingewijd en draagt het patrocinium van de heilige apostel Jacobus. Samen met het Heilige-Geesthospitaal en de Getrudisherberg vormt de Jacobikerk een tussenstation aan het pelgrimspad vanuit Noord-Europa naar Santiago de Compostella. In september 2007 werd ter gelegenheid van het 50-jarige jubileum van het vergaan van de Pamir de noordelijke torenkapel ingericht als herdenkingsplek ter nagedachtenis van de burgerslachtoffers van scheepsrampen.

## Bouwgeschiedenis

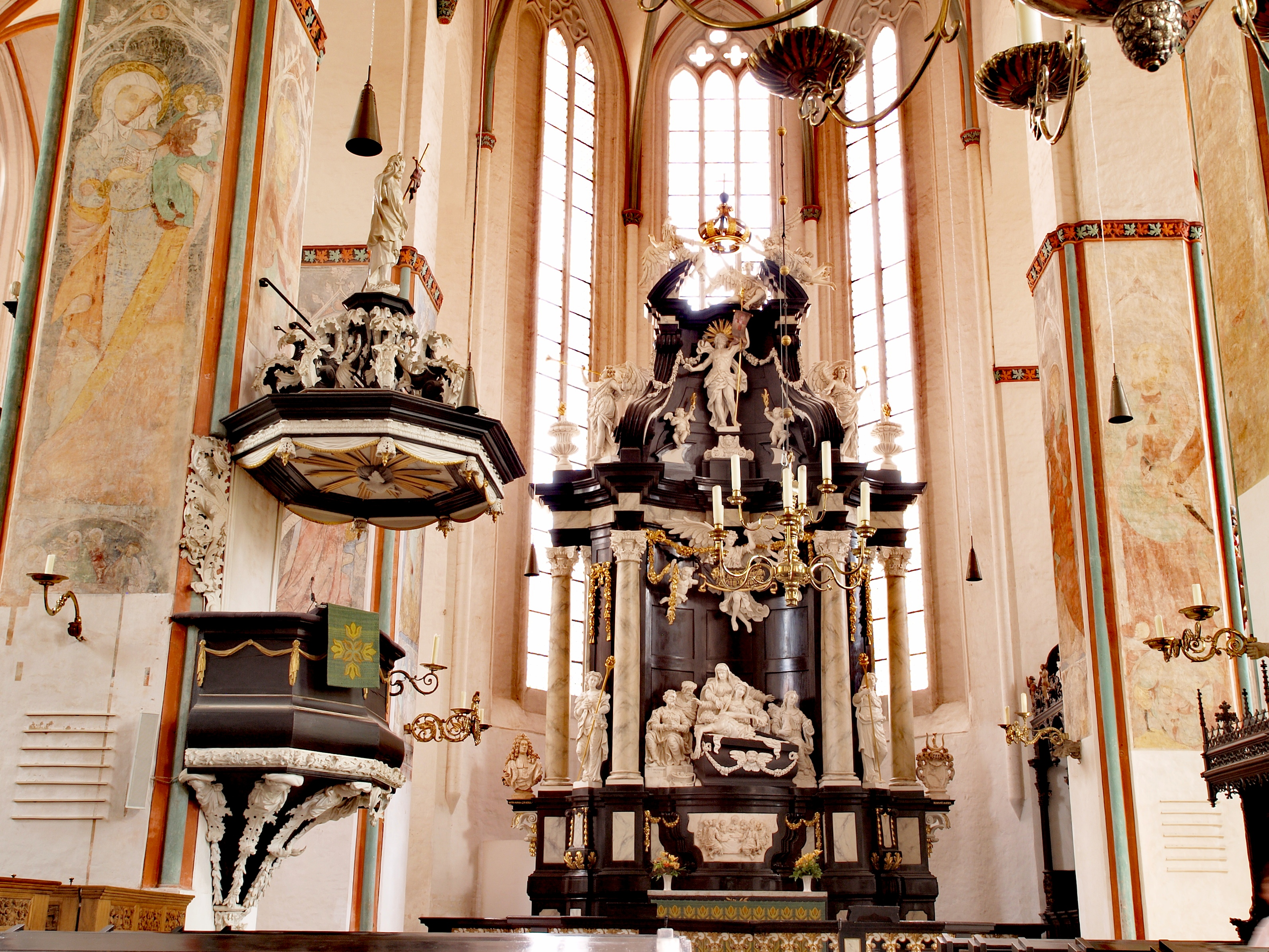
Kansel en altaar

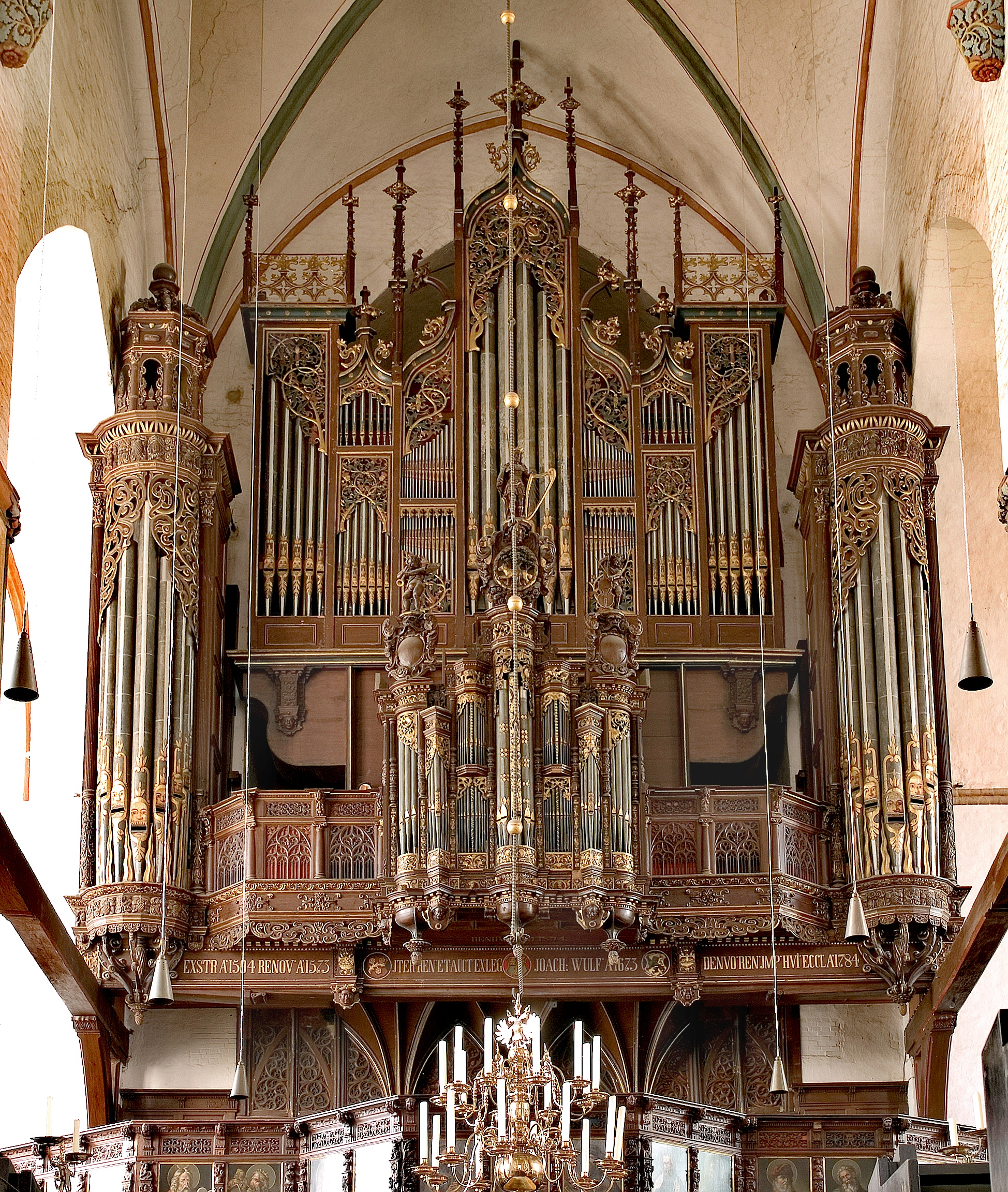
Het grote orgel

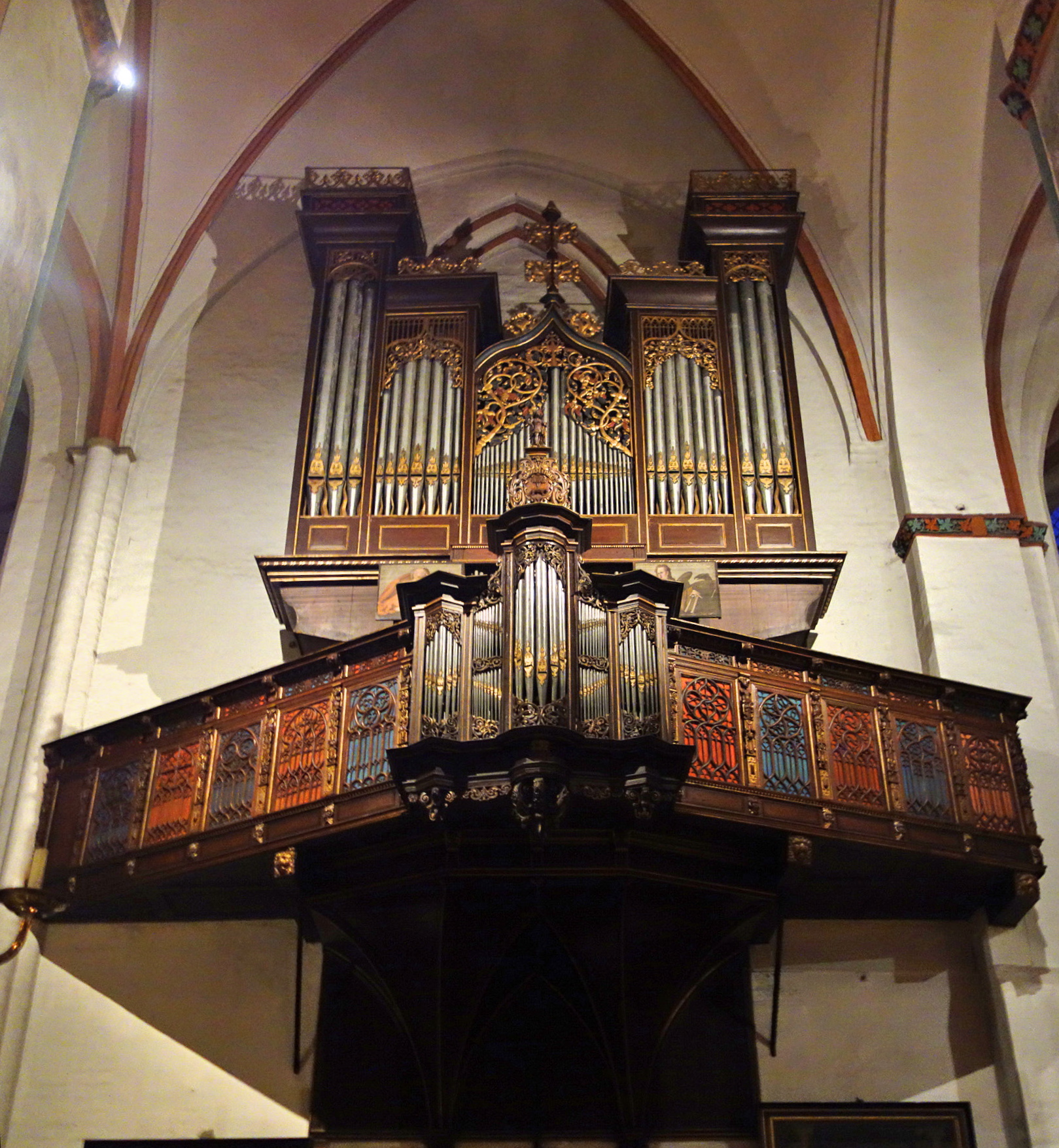
Het kleine Orgel

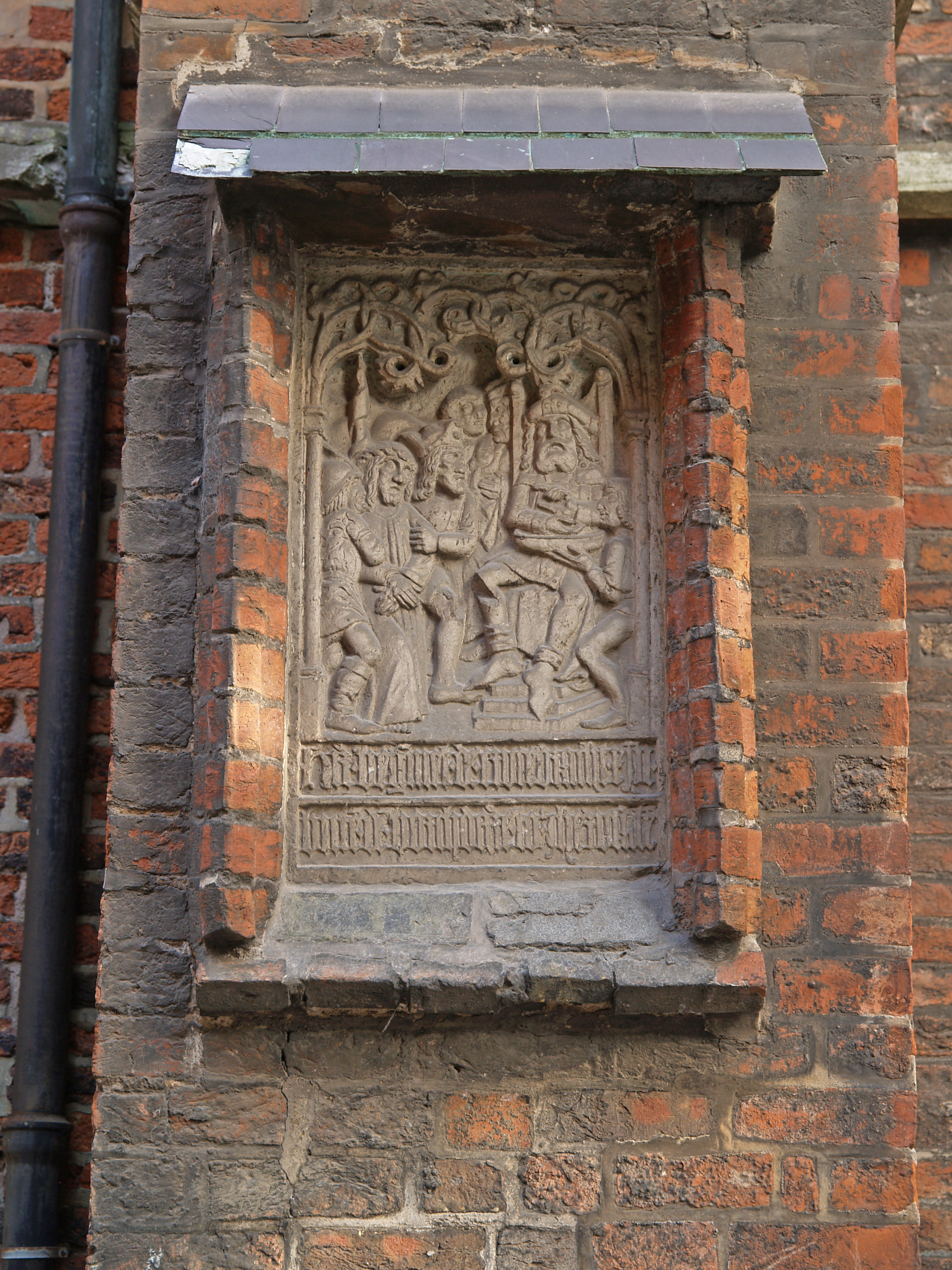
Statie van Duitsland's oudste kruisweg

Met de bouw van de kerk werd rond 1300 begonnen op de plaats van een oude romaanse kerk, die tijdens een brand in 1276 was verwoest. De kerk vertegenwoordigt de baksteengotiek en betreft een drieschepige hallenkerk van baksteen met een oostelijk koor, waarbij het middenschip circa 5 meter hoger is dan de beide zijschepen.
De wijding van de kerk volgde met de voltooiing van het hoogaltaar op 12 juni 1334. Destijds waren er al meerdere zijaltaren, echter de kerk was nog een leeg gebouw en het ontbrak in de middeleeuwen nog aan kerkbanken.
In de loop van de 14e eeuw werden de kapellen aangebouwd, waarvoor de buitenmuren werden opengebroken. Op deze wijze ontstond ten zuiden van het koor ook de twee verdiepingen tellende sacristie. De barokke dakruiter op het transept verving in 1622–1628 een eerdere dakruiter uit het einde van de 15e eeuw.
De klokkentoren veranderde verschillende malen van uiterlijk. De bovenste verdieping van de in 1628 bouwvallig geworden toren werd in 1636 vernieuwd. Enige jaren later kreeg de toren de door de stadsbouwmeester Kaspar Walter ontworpen spits met de karakteristieke vier kogels op de hoeken. De torenspits werd herhaaldelijk, voor het laatst in 1901, getroffen door de bliksem en brandde toen ongeveer een dag lang.
In 1844 werd het interieur vernieuwd. De kerk werd gewit, het doksaal afgebroken en het gestoelte veranderd. Aan het Sint-Annamuseum werden enkele nevenaltaren en een aantal beelden overgedragen.
Terwijl Lübeck op Palmzondag 1942 zwaar door Britse bombardementen werd getroffen en de oude binnenstad voor één vijfde werd verwoest, ontsnapte de Jacobikerk aan de vernietigingen. Hierdoor heeft de kerk ook nog tegenwoordig een rijke inrichting, die meerdere eeuwen vertegenwoordigt. Ook bezit de kerk nog de laatste twee historische orgels van de hanzestad.

## Inrichting

#### Kansel en hoogaltaar
De kansel dateert uit het jaar 1698. Resten van de oudere kansel uit het jaar 1577 bevinden zich sinds 1735 in de Thomaskerk te Tribsees. Het huidige hoogaltaar werd in 1717 door Hieronymus Hassenberg gebouwd. Het altaar werd mogelijk gemaakt dankzij een schenking van burgemeester Hermann Rodde, wiens buste zich aan het altaar bevindt. Het voormalige hoogaltaar, en laatgotische retabel van 1435 met dubbele vleugels bevindt zich tegenwoordig in het Staatliches Museum Schwerin in het Slot Güstrow. Het doopvont werd gegoten door Kleus Grude in 1466.

#### Altaar van Brömse
De bouw van het Brömse-altaar, dat staat opgesteld in de kapel met dezelfde naam, werd mogelijk dankzij burgemeester Heinrich Brömse. Het oudste deel is het centrale reliëf, dat rond 1500 in het atelier van Heinrich Brabender in Münster werd gemaakt. De voorstelling van de familie Brömse op de altaarvleugels is van iets latere datum (1515). De familie Brömse bleef tot 1826 de eigenaar van de kapel.

#### Gedenkplek zeevaarders
In de kerk bevindt zich in de noordelijke torenkapel een gedenkplek voor de op zee gebleven zeelieden. Hier staat ook het wrak van een reddingsboot van de viermaster Pamir, bij de ondergang waarvan in september 1957 80 van de 86 bemanningsleden, onder wie circa 45 jongens van 16-18 jaar,  het leven lieten. De gedenkplek werd op 21 september 2007 op verzoek van zowel de kerkelijke gemeente als de overheid tot nationale gedenkplek voor de slachtoffers van de civiele zeevaart verklaard. Onder de kapel bevindt zich een columbarium.

#### Orgels
Het grote orgel aan de westelijke muur was oorspronkelijk een gotisch blokwerk, maar werd in de barokke periode herhaaldelijk vergroot en verbouwd. Aan het kleine orgel ging eveneens een middeleeuws orgel vooraf (1467), maar in de jaren 1636-1637 werd het orgel door Friedrich Stellwagen verbouwd en vergroot. Het orgel wordt tot de belangrijkste orgels van Europa gerekend.

## Kruisweg
Aan de noordelijke muur van het kerkschip is een reliëf ingemetseld, dat de eerste statie betreft van de oudst bewaarde kruisweg van Duitsland. De kruisweg van Lübeck voert van hier uit eerst door de Breite Straße tot aan de kanselarijgebouwen, en gaat dan weer terug door de Große Burgstraße, door de Burgtor over het Burgfeld tot het eindpunt op de Jerusalemsberg in het stadsdeel Sankt Gertrud.

## Klokken
| Nr. | Naam          | Gietjaar | Gieter                  | Doorsnee (mm) | Gewicht (kg) | Slagtoon (HT)-1/16) |
| 1   | Pulsglocke    | 1507     | Geert van Wou           | 1.871         | ≈4.500       | a0 +7               |
| 2   | Predigtglocke | 1756     | Johann Hinrich Armowitz | 1.632         | 2.537        | ais0 +3             |
| 3   | Bürgerglocke  | 1743     | Lorenz Strahlborn       | 1.730         | 3.338        | h0 −4               |
| 4   | Abendglocke   | 1619     | Berend Bodemann         | 1.300         | ≈1.800       | e1 +6               |